# Terremoto de El Cairo de 1992
El terremoto de El Cairo de 1992 fue un fuerte sismo ocurrido el lunes 12 de octubre de 1992, que afectó principalmente a la capital de Egipto y la costa del Mediterráneo. El terremoto tuvo una magnitud de 5,8 grados en la escala de Richter y causó al menos 552 víctimas fatales y un número indeterminado de heridos y damnificados.